# Elytrimitatrix guatemalana
Elytrimitatrix guatemalana är en skalbaggsart som beskrevs av Santos-silva och Hovore 2008. Elytrimitatrix guatemalana ingår i släktet Elytrimitatrix och familjen långhorningar.
Artens utbredningsområde är:
- Guatemala.
- Honduras.

Inga underarter finns listade i Catalogue of Life.